# Korop
Korop (in ucraino Короп?) è un insediamento rurale ucraino (4 490 abitanti) nel distretto di Novhorod-Sivers'kyj, nell'oblast' di Černihiv. Ospita l'amministrazione della comunità territoriale di Korop, una delle comunità territoriali dell'Ucraina.
Fino al 18 luglio 2020 Korop è stata il centro amministrativo del distretto di Korop, abolito come parte della riforma amministrativa dell'Ucraina, che ha ridotto a cinque il numero dei distretti dell'oblast' di Černihiv. L'area del distretto di Korop è stata fusa nel distretto di Novhorod-Sivers'kyj.
Fino al 26 gennaio 2024 Korop era classificata come insediamento di tipo urbano. Da tale data è entrata in vigore una nuova legge che ha abolito questo status e Korop è stata riclassificata come insediamento rurale.